# Paracytaeis octona
Paracytaeis octona is een hydroïdpoliep uit de familie Cytaeididae. De poliep komt uit het geslacht Paracytaeis. Paracytaeis octona werd in 1978 voor het eerst wetenschappelijk beschreven door Bouillon. 